# Ынджера
Ынджера (амх. እንጀራ, [ɨndʒǝra] — хлеб; на русский транслитерируется также как инджера, инджира, ынджэра, ынджира; оромо biddeena; тигринья ጣይታ, ṭayta; сомал. 𐒋𐒖𐒒𐒃𐒜𐒇𐒙 canjeero) — традиционное блюдо эфиопской кухни и кухни других стран Африканского Рога (Эритрея, Джибути, Сомали). Основная пища большинства населения Эфиопии. Ынджера известна также в Йемене под названием лахох (араб. لحوح‎, laḥūḥ) и в Израиле, куда принесена еврейскими репатриантами из Эфиопии и Йемена, и где также известна как лахух (ивр. לַחוּח‎ [läˈχuχ]).
Это большие рыхлые лепёшки (блины) в мелкую дырочку, которые традиционно готовятся из кислой муки богатого микроэлементами африканского злака теф. В тех регионах Эфиопии, где теф дорог, небогатые крестьяне заменяют его пшеницей, кукурузой, ячменем или сорго. Из тефовой муки делают жидкое кислое тесто без дрожжей, закисающее несколько дней, затем выливают его на большой раскалённый на огне и смазанный жиром глиняный противень круглой формы (амх. ምጣድ, митад; тигринья ሞጎጎ, могого) на традиционном требующем много топлива и пожароопасном открытом очаге. В 2003 году изобретена более удобная печь для ынджеры. В наше время, помимо традиционных средств, используются также современные сковороды, электрические или газовые плиты.
Имеются белая (амх. ነጭ, нэч), красная (амх. ቀይ, кай) и чёрная (амх. ጥቁር, тикур) разновидности ынджеры. Диаметр традиционной ынджеры — около 1 метра. Название «ынджера» может употребляться и в более широком смысле: так же называют иногда лепёшки вместе с каким-нибудь овощным или мясным острым соусом (уот, другая передача — вот).
Ынджеру едят, либо отщипывая от блина по кусочку и макая эти кусочки в сопутствующие начинки и соусы, либо используя её как тарелку для салатов и соусов (уота), а отщипанными кусочками захватывают другую еду (аналогично лавашу). Среди начинок — жареный картофель, жареная морковь, маринованная свекла, овощи с пряностями, зелень, рис, мясная подливка, мясной фарш сырой, мясо (как правило, говядина или баранина) жареное, мясо тушёное, отварное, томатный соус, тушеная капуста. Ынджера — популярный постный продукт у эфиопов-христиан, у которых до 200 постных дней в году. Её едят и на завтрак, и на обед, и на ужин с овощным уотом или кашей.